# Andes (muziekgroep)
Andes is een Vlaamse popgroep. De groep was actief tussen 2007 en 2011. De groep bestaat uit vijf Leuvense muzikanten. Tomas Van Uffelen is de frontman, zanger en gitarist van de groep. Björn Nuyens is gitarist en doet de backing vocals; Roel Gysemans is bassist, Yves Vermunicht drummer en Tony Danckaerts toetsenist.

## Biografie
Andes begon in 2007 Nederlandstalige nummers te schrijven en werd zo geselecteerd voor het Vlaams-Brabantse muziekconcours Rockvonk. Ze haalden er de finale, kregen media-aandacht en werden zo gevraagd om voorprogramma's te spelen voor groepen als Gorki en De Mens.
In 2009 namen de band deel aan de muziekwedstrijd Zo is er maar één op de Vlaamse openbare televisiezender één. De groep deed er zes afleveringen mee. Daarna speelde de band een volle zomer van 2009 meer dan 30 optredens in België en Nederland. De groep trad ook op op de TMF Awards en kreeg uiteindelijk een platencontract bij Universal Music.
In het voorjaar van 2010 verscheen "Vergeef me", de eerste single van Andes bij Universal. Het nummer kwam in de playlist op de radio en was in april 2010 het meest gedraaide nummer in Vlaanderen. In diezelfde lente kreeg de groep de kans om samen met James Walsh (Starsailor) songs te schrijven. Het resultaat was de single "Eén dag meer/One more day". Uiteindelijk verscheen hun debuutalbum Andes, met zelf geschreven nummers. Voor het album werd samengewerkt met onder meer Frank Vander linden, Joost Zweegers, James Walsh (Starsailor), Stefaan Fernande (schrijver van onder meer Clouseau, Yasmine en Udo) en Jeroen Swinnen. In 2010 speelde de groep opnieuw een zomer lang meer dan 30 concerten op festivals.
De groep werd genomineerd in de categorie "Beste Nederlandstalige" op de Music Industry Awards 2010. In augustus 2010 won Andes de Radio 2 Zomerhit Award voor "Beste Lied" met "Vergeef me".
In mei 2011 kondigde de groep een "sluimerperiode" aan wegens de moeilijke strijd om bevestiging.

## Discografie
- 2010: Andes
  1. "Zo verloren"
  2. "Sinds je weg bent"
  3. "Annelien"
  4. "Een dag meer/One more day" (ft James Walsh)
  5. "Pleinvrees"
  6. "Vergeef me"
  7. "Eenvoudig"
  8. "Overboord"
  9. "Meer"
  10. "Eerste dag van het jaar"
  11. "Dit is anders"
  12. "Alles voor niets"
  13. "Elektriciteit"